# ナルセ1世
ナルセ1世（Narseh, 生没年不詳）、サーサーン朝ペルシア帝国の第7代君主（シャーハーン・シャー、在位：293年 - 302年）。第2代シャープール1世の息子で、第3代ホルミズド1世・第4代バハラーム1世の弟。アラビア語・ペルシア語文献では نرسى Narisā / نرسي Narsīなどと書かれるが、パフラヴィー語の貨幣銘文では nrsḥy であり、ギリシア語文献では Ναρσης, Ναρασαιος と書かれたため、ナルセスと表記されることもある。一般には Narseh と書かれるが、語末の「h」は閉音節で発音される可能性が高く、特に中期イラン語における発音の復元がいまひとつ確定しきれていない名称のため、研究者によっても表記が定まっていない（ナルセ、ナルセー、ナルセフあるいはナリサフなど）。生前息子のホルミズド2世に譲位をしており、死亡年は定かではない。ただホルミズド2世の死の時には既に亡くなっていたようである。

## 政権奪取
ナルセは「高貴なマズダ崇拝者」という尊称を与えられ、末子にもかかわらず最も広大な領域を与えられた。ナルセが任命されたのはサカの王だったが、正式な称号は「シンド（en:sindh）、スィジスターン、トゥーラーンから海の端までの王」であり、クシャーナ朝の旧領域を含んでいた。これは実質クシャーンの王を意味した。バハラーム1世の時には王の中で最も位の高いアルメニア王になり、バハラーム2世の時にはサーサーン朝の君主にのみ認められた貨幣発行権を破って、自分の名と肖像を刻印した貨幣を独自に発行し、自分こそが正当な継承者だという意志を見せていた。
ナルセは貴族達の求めに応じてバビロニアへ至り、盟約を結んだ。この時、以前ナルセの即位を阻んだカルティールも来ていたとされる。この地パイクリには碑文が残されており、この時の支援者リストが刻印されている。このリストの特徴は登場しているほとんどの王が辺境の王達であり、王家の王子達の名は無く、キルマーン、メルヴ、ギーラーン、メシャンといった重要地域、カーレーンやスーレーンといった名門の名もないという点にある。カルティールもシャープールもこの時点でバハラーム3世を見限っていた可能性が高い。バハラーム1世がこの両者の支援で登極したことを考えれば、わずか数ヶ月でクーデターが成立したことが理解できる。

## 対ローマ戦争とその失敗
ナルセは即位後、ペルシアの長年の悲願である、ローマに奪われたアルメニアとメソポタミアの奪還に取り掛かる。この時代のローマはディオクレティアヌスとその養子ガレリウスの治世下であり、8年間の長きにわたって交戦状態に陥った。296年、ティリダテス（en:Tiridates III of Armenia）を王位から放逐した。297年、アルメニアのティリダテスを助けるため、ガレリウスが出陣した。3度の戦いが行われ、最後の戦いでガレリウスは退却せざるを得ない敗北を喫した。同年、名誉挽回を誓ったガレリウスは2万5千の兵を率いてアルメニアへ向かった。
アルメニア人の助けもあり、ガレリウス下のローマ軍はナルセ1世に壊滅的な敗北を与え、メソポタミアを回復した。ナルセ1世は当初の勝利にもかかわらず、結局首都クテシフォンも落とされ、後宮の妻・姉妹・子供らまで敵の手に渡る有様だった。メソポタミア東部はローマの手に渡り、ティリダデスもまたアルメニア王に復位した。ローマの要請で、ニシビスを通過するラインが引かれ、アルメニアとクテシフォンを交換することで交渉がまとまる。この後両国とも国内的な事情もあって、お互い国境を侵すことなく40年間平和が維持された。本拠地のアルメニアを失ったナルセ1世は、生前に譲位をして引退した。 

## 宗教政策
ナルセは正統ゾロアスター教の熱心な支持者ではなかったことが、タバリーの歴史書から推測することが出来る。それによれば、ナルセは火の寺院を訪れなかったということである。マニ教徒への弾圧は、ローマ帝国内のマニ教徒の支援を得るという意図もあって、厳しい態度を見せていない。シャープール1世の治世を意識していたのなら、当然宗教的に寛容政策をとっていたと考えられる。
ナルセの統治の終わり、301年にアルメニアは史上初めてキリスト教の国教化へと踏み切っている。アルメニアは312年のコンスタンティヌス1世の改宗後、ローマ帝国と同盟を結ぶ。結局アルメニアとローマの繋がりが強くなり、対ローマ情勢については勝利という結果を残せなかった。